# Аденски залив
Аденски залив је залив у Индијском океану између Јемена на северу и Сомалије на југу. На северозападу је повезан са Црвеним морем преко мореуза Баб ел Мандеб. Дуг је 1.000 km и широк од 150 km до 440 km. 
Аденски залив је веома важан водени пут за Персијски залив и његову нафту, због чега је веома важан за светску економију. Главне луке су Аден у Јемену и Бербера и Босасо у Сомалији.
Сматра се да није сигуран, јер се граничи са Сомалијом која нестабилна земља, а Јемен не показује довољну снагу у његовом обезбеђивању. Аденски залив је једна од главних светских зона где се и даље налазе пирати, што га чини несигурним за пловидбу.